# Montfort-l’Amaury
Montfort-l’Amaury – miejscowość i gmina we Francji, w regionie Île-de-France, w departamencie Yvelines.
Według danych na rok 1990 gminę zamieszkiwało 2651 osób, a gęstość zaludnienia wynosiła 464 osób/km² (wśród 1287 gmin regionu Île-de-France Montfort-l’Amaury plasuje się na 427. miejscu pod względem liczby ludności, natomiast pod względem powierzchni na miejscu 629.).